# Uwe Grüning (Fußballspieler)
Uwe Grüning (* 8. Oktober 1956 in Gommern) ist ein ehemaliger deutscher Fußballspieler. In der höchsten Spielklasse des DDR-Fußballs, der Oberliga, spielte er für den 1. FC Magdeburg. Für den DFV lief er sowohl in Junioren- als auch Nachwuchsauswahl auf.

## Sportliche Laufbahn

### Gemeinschafts- und Clubstationen
Grüning begann seine Fußballkarriere 1966 bei der BSG Aktivist Gommern. Im Januar 1970 delegierte ihn die Betriebssportgemeinschaft aus seinem Heimatort zum 1. FC Magdeburg, dem Fußballclub im Bezirk Magdeburg. Dort spielte er in der zunächst in der Jugend- und dann in der Juniorenelf. Kurz vor seinem 18. Geburtstag, am 7. September 1974, kam er in der Begegnung Hansa Rostock – 1. FCM (2:3) zu seinem Debüt im ostdeutschen Oberhaus. Er wurde in der 62. Minute für den Stürmer Heinz Oelze eingewechselt. Bis zum Ende der Saison 1974/75 bestritt Grüning noch drei weitere Oberligaspiele. Im Folgejahr konnte er seine Erstligaeinsätze auf acht Spiele steigern, in den beiden nächsten Spielzeiten reichte es jedoch für den damaligen Sportlehrerstudenten nur noch für jeweils zwei Punktspiele in der Oberliga. Im Anschluss an die Spielzeit 1977/78 wurde der 1,67 Meter große Angreifer aus dem Erstligakader im Alter von 21 Jahren in die Nachwuchsoberligaelf zurückgestuft. Auch für 1979/80 wurde er wieder für dieses Team nominiert, kam aber aufgrund des fließenden Übergangs zwischen 1. und Reservemannschaft ebenfalls noch einmal in drei Partien der Oberliga zum Zuge, in denen er auch seinen einzigen Erstligatreffer erzielte. Beim 5:1-Sieg gegen den 1. FC Union Berlin am 10. Spieltag der Saison 1979/80 überwand er den Union-Torhüter Bernd Wargos mit dem Treffer zum Endstand. In diesen Zeitraum seiner finalen Erstligaeinsätze im November und Dezember 1979 fiel auch seine einzige Begegnung im Europapokal. Im Zweitrundenrückspiel des Europapokals der Pokalsieger 1979/80 wurde er beim Heim-2:2 der Magdeburger gegen Arsenal London, das nach der 1:2-Niederlage in England das Aus bedeutete, im Sturm 90 Minuten eingesetzt.
Nach dieser EC-Begegnung und insgesamt 19 Oberligaspielen sowie fünf Einsätzen im FDGB-Pokalwettbewerb, in denen er als nomineller Stürmer nur diesen einen Punktspieltreffer erzielen konnte, verließ Grüning den 1. FC Magdeburg und wechselte im Sommer 1980 zur BSG Chemie in der Nachbarstadt Schönebeck. Dort spielte er 1980/81 in der zweitklassigen Liga. Danach verliert sich nach dem Abstieg der Chemie-Elf seine Spur im höherklassigen DDR-Fußball.

### Auswahleinsätze
Zwischen 1972 und 1975 absolvierte das FCM-Talent 35 Spiele für die DDR-Juniorennationalmannschaft, in denen er sieben Treffer erzielte. Mit dem Team weilte er 1974 in Schweden beim UEFA-Juniorenturnier, der inoffiziellen Europameisterschaft dieser Altersklasse. Auch 1975 zählte Grüning, der in der Qualifikation bei den beiden 2:0-Siegen gegen die jugoslawischen Junioren, jeweils ein Tor geschossen hatte, zum Kader des DFV für diesen Wettbewerb, dessen Endrunde in diesem Jahr in der Schweiz ausgetragen wurde. Bei beiden Turnieren scheiterten die DDR-Junioren in der Vorrunde. Nach dem Übergang vom Junioren- in den Männerbereich kam er sechsmal in der ostdeutschen Nachwuchsauswahl zum Einsatz.

## Weiterer Werdegang
Nach der Wende war Grüning bis 2022 Geschäftsführer eines Bauunternehmens in Gommern. Mindestens bis 2015 trat er als Sponsor des von der SV Eintracht Gommern veranstalteten Uwe-Grüning-Cups für Altherrenteams auf.